# 香山健一

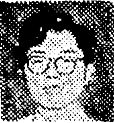
全学連委員長時代の香山健一

香山健一（こうやま けんいち、1933年1月17日 - 1997年3月21日）は、日本の政治学者。元学習院大学法学部教授。全日本学生自治会総連合（全学連）の元委員長（1956年 - 1958年）。

## 来歴

### 大学院時代まで
1933年に東京で生まれる。1941年（昭和16年）、父の転勤のため満州国新京特別市（現・長春市）に転居した。1946年（昭和21年） 母、弟4人妹1人とともに引き揚げ。父はその後6年間の抑留生活を送ったため、帰国後母の実家に身を寄せる。
1953年（昭和28年）、東京大学文科I類入学。東大駒場寮に入寮、社会科学研究会に入る。学生運動に参加し、1956年（昭和31年） 全日本学生自治会総連合（全学連）の委員長に就任、1958年12月に退任した。日本共産党と対立して脱退し、島成郎とともに共産主義者同盟（ブント）を結成する。共産主義者同盟が主導となった全学連は、1960年（昭和35年）の安保闘争で実力行使を伴う阻止運動を遂行した。この間、1960年に東京大学経済学部経済学科を卒業し、大学院に進む。日米安保条約改定後の1960年8月に発足した現代思想研究会に加入。清水幾太郎とともに会で主導的な立場を取っていた（研究会は1961年に消滅）。

### 学習院大学在職時代
1965年（昭和40年）、東京大学大学院博士課程を修了し、4月より学習院大学法学部政治学科専任講師に就任する。学外では同年に設立された牛尾治朗を旗手とするシンクタンク「社会工学研究所」に参画する。学習院大学では社会工学の授業を担当した。1974年（昭和49年）4月より学習院大学法学部政治学科教授に就任する。このころからグループ1984年の筆名で月刊誌『文藝春秋』などに寄稿した。
1975年（昭和50年）、「グループ1984年」は論文「日本の自殺」を『文藝春秋』に発表する。香山の没後に刊行された文春新書版『日本の自殺』では、この論文が香山の主導もしくは単独執筆とする関係者の証言がある。当時の経団連会長・土光敏夫は「この論文（「日本の自殺」）は大変立派なものなので、会う人ごとにコピーをして差し上げた」と述べ、絶賛したという。この年、東京都知事選挙で候補となった石原慎太郎（落選）の選挙活動に浅利慶太、牛尾治朗らとともに参画した。1978年には、「日本の自殺」に酷似した主張の『英国病の教訓』（PHP研究所）を自身の名義で刊行している。
1979年（昭和54年）、前年の大平正芳内閣の成立に伴い相次いで発足した内閣の政策研究会に参画し、公文俊平、佐藤誠三郎らと研究会の中核的役割を果たす。この年に作成された自由民主党の指針文書『自由民主党研修叢書』（自由民主党広報委員会出版局）も編著者は「自民党研修叢書編集委員会」名義となっているが、実際には公文・佐藤と高坂正堯、香山らが共同で執筆したという。
1984年（昭和59年）、中曽根康弘内閣で日中友好21世紀委員会、臨時教育審議会委員に就任した。中曽根政権下でも自由民主党の機関紙である『自由民主』（当時は、『月刊自由民主』）に本誌編集部の提言という形で、佐藤誠三郎や公文俊平らとともに文章を寄稿していたという。
1990年（平成2年）、天皇陛下御即位奉祝中央式典で学界代表で祝辞を読む。
1991年（平成3年）、学校法人学習院常務理事に就任。長期総合計画「学習院21世紀計画」の立案と実施にあたる。その中で、学習院女子短期大学を4年制の学習院女子大学に移行させることに尽力した。
1992年5月に、元熊本県知事であった細川護熙が雑誌『文藝春秋』に「『自由社会連合』結党宣言」を発表したが、その結党宣言は香山が代筆したとされる。
1996年（平成8年）、脳内出血のため、自宅で倒れ東京女子医科大学病院に入院し、1997年（平成9年）3月21日に逝去。享年64。

## 人物
テニスを趣味とし、皇族とも親交があった。

## 監修書
- 『大平正芳－政治的遺産』（大平正芳記念財団、1994年）
- 『中曽根内閣史』（全4巻・中央公論社、1995年）